# Juan Carlos Franco
Juan Carlos Franco (ur. 17 kwietnia 1973 w Asunción) – paragwajski piłkarz występujący na pozycji obrońcy lub pomocnika.

## Kariera klubowa
Juan Carlos Franco całą zawodową karierę spędził w zespole Club Olimpia. W jego barwach występował łącznie przez czternaście sezonów. W tym czasie razem z drużyną paragwajski zawodnik odnosił wiele sukcesów. Sześć razy zdobył mistrzostwo kraju - w 1993, 1995, 1997, 1998, 1999 i 2000 roku. Oprócz tego w 2002 roku zwyciężył w rozgrywkach Copa Libertadores, a rok później zwyciężył w Recopa Sudamericana. W 2005 roku Franco postanowił zakończyć karierę.

## Kariera reprezentacyjna
W reprezentacji swojego kraju Franco zadebiutował w 1997 roku. W 2002 roku szkoleniowiec Paragwajczyków - Cesare Maldini powołał go do 23-osobowej kadry na Mistrzostwa Świata. Na turnieju tym ekipa „Guarani” dotarła do 1/8 finału, gdzie przegrała z Niemcami 0:1. Na boiskach Korei Południowej i Japonii Franco pełnił rolę rezerwowego, jednak wystąpił w dwóch spotkaniach. W zremisowanym 2:2 meczu z Republiką Południowej Afryki w 86 minucie zastąpił Estanislao Struwaya, a w wygranym 3:1 pojedynku przeciwko Słowenii w 92 minucie zmienił Nelsona Cuevasa.